# François Guessard
François Guessard (París, 28 de gener del 1814 − Le Mesnil-Durand, Calvados, 7 de maig 1882) fou un filòleg romanista i medievalista francès. En la seua joventut Francés Rainoard el reclutà per treballar com a redactor del seu Lexique roman, junt amb Augustin Thierry i Claude Fauriel. Guessard entraria després en l'École des Chartes en 1837. El 1846 rivalitzà amb François Génin, a qui havia criticat fortament el treball Des variations du langage français. Ambdós optaven al premi de l'Académie française que finalment fou entregat ex aequo. L'obra de Guessard Vocabulaire des principales locutions de Molière es quedà sense publicar.

## Obres
Guessard participà en la creació de l'obra en 10 volums Les anciens poètes de la France (Paris 1859-1870, Nendeln 1966). En concret es publicaren els següents volums:
1. Gui de Bourgogne/Otinel/Floovant (François Guessard i Henri Michelant), 1859
2. Doon de Maience (Alexandre Pey), 1859
3. Gaufrey (François Guessard i Polycarpe Chabaille), 1859
4. Fierabras/Parise la Duchesse (Auguste Kroeber i Gustave Servois), 1860
5. Huon de Bordeaux (François Guessard i Charles de Grandmaison), 1860
6. Aye d'Avignon/Gui de Nanteuil (François Guessard i Paul Meyer), 1861
7. Gaydon (François Guessard i Siméon Luce), 1862
8. Hugues Capet (Adélaïde Édouard Le Lièvre marquis de La Grange), 1864
9. Macaire (François Guessard), 1866
10. Aliscans (François Guessard i Anatole de Montaiglon), 1870

Altres obres són:
- «Grammaires romanes inédites, du treizième siècle», dintre de Bibliothèque de l'École des chartes, 1 (1840), p. 125-203 (en linea).
- Mémoires et lettres de Marguerite de Valois, Paris, 1842 (publication de la Société de l'histoire de France).
- F. Guessard, «Programme du cours de langues romanes professé à l'École des chartes», dintre de Bibliothèque de l'École des chartes, 43 (1882), p. 587-593, à la p. 857. (en linea)
- (collaborateur) Recueil des monuments inédits de l'histoire du Tiers-Etat (vegeu Gallica).